# Буэнос-Айрес (кантон)
Буэнос-Айрес (исп. Buenos Aires) — кантон в провинции Пунтаренас Коста-Рики.

## География
Находится в восточной части провинции. Граничит на северо-востоке с провинцией Лимон, на западе с провинцией Сан-Хосе. Административный центр — Буэнос-Айрес.

## Округа
Кантон разделён на 9 округов:
1. Буэнос-Айрес
2. Волькан
3. Потреро-Гранде
4. Борука
5. Пилас
6. Колинас
7. Чангена
8. Биольей
9. Брунка